# Campionato mondiale maschile di pallamano 1974
Il campionato mondiale maschile di pallamano 1974 si è svolto dal 26 febbraio al 10 marzo 1974 in Germania Est.
Il torneo è stato vinto dalla nazionale romena.

## Nazionali partecipanti
- Cecoslovacchia
- Danimarca
- Islanda
- Germania Est
- Polonia
- Romania
- Spagna
- Svezia
- Germania Ovest
- Giappone
- Unione Sovietica
- Stati Uniti
- Algeria
- Bulgaria
- Ungheria
- Jugoslavia

## Podio
| Pos. | Squadra      |
| ---- | ------------ |
| 1°   | Romania      |
| 2°   | Germania Est |
| 3°   | Jugoslavia   |